# ドイツ国鉄19.10形蒸気機関車
ドイツ国鉄19.10形蒸気機関車（DRG Baureihe 19.10）は、1941年に、ドイツ国営鉄道（DRG:Deutsche Reichsbahn-Gesellschaft 現：ドイツ鉄道）が試験的に1両製造した旅客用蒸気機関車。ヘンシェル社は製造番号25000番として、全体を流線カバーで覆われたスタイルのこの試験機を提供した。電気機関車で実用化されていた、各動軸を独立して駆動する方式を応用しており、4つの動軸が各々独立したV字形の蒸気エンジンによって駆動されるスタイルであった。車軸配置はホワイト式で2-8-2である。

## 設計
1930年代、より高速な列車の運行が望まれる中、新しい蒸気機関車を設計する上で、それまでは目立たなかった技術的な限界が顕著になっていた。従来の蒸気機関とそれをロッドで伝達する方法では、車輪の常用最大回転数は毎分400回が限度であると経験的に知られていた。この速度の限界に対して、技術者は可動部の軸受やマスバランスに深刻な問題が生じることを予期していた。また、動輪の巨大化にも技術的・構造的な限界が生じていた（当時動輪直径が最大の蒸気機関車は61型の2300mm）。ドイツでは1933年以来、蒸気機関車の駆動軸全てを蒸気エンジンで駆動させる実験がおこなわれていた（ボルジッヒ社など）。
1938年、TB4設計事務所はカッセルのヘンシェルとともに各軸駆動方式の機関車を計画した。計画は、リヒャルト・ローゼン（1901 - 1980）とウルリッヒ・バルスケの指揮により、1つのエンジンが1つの動軸を駆動させる流線型の19.10形となった。ドイツ国営鉄道は設計書をヘンシェルに提出して製造が委託された。完成期日は、ヘンシェルオーナーのオスカー・ローベルト・ヘンシェル（1899 - 1982）の40歳の誕生日である1939年9月1日とされた。当時生産されていた他の標準的な機関車から部品を流用することで、製造は9月までにはかなり進捗していた。しかし、前例のない機関車用の蒸気エンジンのため、最終的な完成は遅れることとなった。1940年8月7日にようやくカッセルにあるヘンシェルの敷地内で数メートルの自力走行にこぎ着ける。2日後にエンジンを1基だけ装備した状態で操車場に移動した。このあと、ハン・ミュンデンで試運転がおこなわれた。機関車は時速80km以下では満足できる走行を示した。一連の試運転の結果に基づき、残る3つのエンジンが装着された。1940年11月から4基のエンジン全てを使用した試運転がおこなわれた。蒸気エンジンの調整に向いた陰極管オシログラフによる測定方法が開発されて初めて実施された。
1941年6月13日にヘンシェルからドイツ国鉄への納入式が行われた。ヘンシェルで残った作業の終了後、1941年7月8日にベルリン・グリューネワルド駅（Berlin-Grunewald railway station）に隣接した機関車研究所（LVA、Lokomotiv-Versuchsamt Grunewald）に搬入された。

## 試験走行と営業運行
数度の試験走行が行われたが、エンジンに複数の障害が発生した。これらはヘンシェルによって改修された。1942年5月から10月までの間に、運行用ダイヤを作成するため50回の測定走行が行われた。パフォーマンスと石炭消費量に基づいて決定された運行最適速度は時速80km（05形は60km）であった。

### 高速度試験
ほとんどの試験走行では最高時速は60kmから100kmの間に据え置かれた。ほんの数度、ブレーキテストの際に時速180km以上で走り、短時間ながら最高時速は186kmに達した。しかし、本格的な高速度試験は本機では実施されなかった。

### 営業運行
1943年春、長期に及んだ試験走行を終了し、本機はハンブルク・アルトナ機関区に配属された。運行計画では列車の重量は650トンに設定された 。1943年11月初め、関節継手に大きな損傷が生じ、スペアパーツの不足から完全な修理は1944年9月までかかった。関節継手損傷の2日後には、前月にハンブルクで受けた爆撃による損傷でピストンから蒸気が漏れて停止するトラブルも起きた。

## その後
第二次大戦終結時、19.10形はゲッティンゲンの近くに置かれていたが、アメリカ占領軍の命令により、損傷箇所の修理のため工場に運ばれた。修理の完了後、カッセルとヴァベルンの間で短い試運転を行っている。アメリカ陸軍はこの機関車の斬新な技術に関心を示し、復水式蒸気機関車の52形2006号機とともに1946年3月にバージニア州のモンロー要塞に船で輸送した。
アメリカでは何度かイベントで展示されたが、運行に就くことはなかった。1951年にはバージニア州のフォート・ユースティス（アメリカ陸軍輸送科が所在し、軍用鉄道（Fort Eustis Military Railroad）がある）で流線型のカバーが取り外された。1952年にはドイツ連邦鉄道（西ドイツ国鉄）に対して本機の買戻しの提案がなされたが、当時ドイツでは本機のような高速蒸気機関車の需要がなく、提案は拒絶された。本機は非常にコストのかかる試作機であったため、まもなく解体された。

## 構造
運転
わずか数度の試験走行であったものの、高速運転時にもきわめて静粛であり、本機を特徴付ける独立軸駆動方式は高速走行に適していた。一方、本機はこの方式の欠点も示していた。駆動軸が結合されていないために発車時には空転しやすく、測定によると引張力は10トンであった。1942年からは想定されていなかったより重い列車を牽引することになった。1942年7月9日、661トンの急行列車を牽引してフランクフルトからエアフルトに向かっていた途中、上り勾配で停止してしまった。
ボイラー
ボイラーの多くの部分は44形のものを利用しており、サイズも同一であった。モリブデンを含む47K鋼が使用されていた。44形では貨物列車の牽引のため短期間蒸気圧を16kg/cm2とした後に20kg/cm2で使用すると損傷が発生した。同一のボイラーを使用していた本機では、試験走行の際にボイラーの制御を頻繁におこなうことが可能だったことから、20kg/cm2での使用が許可された。
独立軸駆動方式
動輪は結合されていない。重量配分を適正にするため、蒸気エンジンは第1・第3動輪用が車体の左側に、第2・第4動輪用が右側に設置された。エンジンは直角に配したV字型2気筒で車体側のサスペンション部に装着され、駆動軸は関節継手を介して動輪と接続されていた。
台枠
本機は特別な補強材を両側に配した棒台枠であった。
炭水車
本機には2'3T 38形炭水車（形式は「独立車軸×2と3軸ボギー台車で構成され、38m3の水が搭載可能」という意味）が装備されていた。独立軸×2+3軸ボギー台車という軸配置は、同じ構成を取った01.10型のものとは対照的に、当初12トンであった石炭の積載量を増やすことが考慮されていた。したがって、事前に対応すれば、たとえばケルン・ベルリン間の列車を石炭補給なしで運行することが可能だった。炭水車は自重34トンで12.5トンの石炭と最大で37.25m3の水を搭載できた。